# فردریک ارنست دورن
فردریک ارنست دورن (انگلیسی: Friedrich Ernst Dorn؛ زاده ۲۷ ژوئیهٔ ۱۸۴۸ درگذشته ۱۶ دسامبر ۱۹۱۶) یک فیزیک‌دان اهل آلمان بود.